# Joelia Barsoekova
Joelia Vladimirovna Barsoekova (Russisch: Ю́лия Влади́мировна Барсуко́ва) (Moskou, 31 december 1978) is een voormalig Russische ritmisch gymnaste. Ze werd verschillende keren kampioen van Rusland, Europa en de Wereld. Bij de Zomerspelen van 2000 in Sydney werd ze olympisch kampioen.

## Jeugd
Joelia Barsoekova werd in 1978 geboren in Moskou. Op vierjarige leeftijd begon ze met kunstschaatsen, maar toen ze acht was stapte ze over op ritmische gymnastiek. Na drie jaar ging ze trainen onder begeleiding van Vere Silajevoj aan de gymnastiekopleiding van het Taganski-district.

## Carrière
Vanaf 1992 was Barsoekova lid van het nationale team van Rusland. Hoewel hoofdcoach Irina Viner eerst geen uitzonderlijk talent bij Barsoekova zag, werd ze door Vere Silajevoj overgehaald om haar een kans te geven. Ook was de choreograaf van het nationale team – Veronika Sjatkova – enthousiast vanwege Barsoekova's ‘sierlijkheid van een ballerina’.
Tijdens drie jaar training in het nationale team werd duidelijk dat Barsoekova talent had voor hoepel, bal en touw. Vanaf 1998 ging ze meedoen aan de jaarlijkse Grand Prix-wedstrijden, waar gymnastes uit de hele wereld aan meedoen. In 1999 nam ze deel aan de Europese kampioenschappen en de wereldkampioenschappen. Bij het EK won ze de gouden medaille met haar touwoefening, met bal won ze zilver en met hoepel brons. Deze prestaties leverden haar in de individuele meerkamp een vierde plaats op. Bij het WK werd ze kampioen in de groepsmeerkamp en won ze brons met haar touwoefening en in de individuele meerkamp.
In 2000 won Barsoekova opnieuw goud op het EK met haar touwoefening. Ook met haar groep won ze goud, terwijl ze in de individuele meerkamp, hoepel en bal brons in de wacht sleepte. In hetzelfde jaar werd Barsoekova olympisch kampioen bij de Olympische Spelen in Sydney. Niet lang daarna beëindigde ze haar carrière als ritmisch gymnaste.
Barsoekova studeerde aan de Russische Staatsuniversiteit voor Lichamelijke Opvoeding. Ze is Russische Meester in de sport en in 2001 werd ze bekroond met de Russische Orde van de Eer.
In 2010 richtte Barsoekova haar eigen sportcentrum op. Er zijn inmiddels 15 vestigingen: in Moskou, Sint-Petersburg, Kazan, Sotsji, Oefa, Novosibirsk en Jekaterinenburg.
Op 15 februari 2015 werd het 80-jarige bestaan van ritmische gymnastiek gevierd in het Mariinskitheater in Sint-Petersburg. Op dit gymnastiek-gala traden verschillende bekende Russische gymnasten op zoals Barsoekova, Jevgenia Kanajeva, Irina Tsjasjtsjina en Darja Dmitriëva.

## Persoonlijk
Barsoekova is getrouwd met voormalig kunstschaatser en kunstschaatscoach Denis Samochin. Zij hebben één zoon.
1984: Lori Fung ·
1988: Marina Lobatsj ·
1992: Alexandra Timosjenko ·
1996: Jekaterina Serebrjanskaja ·
2000: Joelia Barsoekova ·
2004: Alina Kabajeva ·
2008: Jevgenia Kanajeva ·
2012: Jevgenia Kanajeva ·
2016: Margarita Mamoen ·
2020: Linoy Ashram ·
2024: Darja Varfolomeev